# 薩馬納 (卡爾達斯省)
薩馬納是哥倫比亞的城鎮，位於該國西部，由卡爾達斯省負責管轄，距離首府馬尼薩萊斯193公里，始建於1896年，面積809平方公里，海拔高度1,460米，2005年人口24,595。
5°35′N 74°55′W / 5.583°N 74.917°W